# Salina Cruz, Chiapas
Salina Cruz är en ort i Mexiko.   Den ligger i kommunen Ocozocoautla de Espinosa och delstaten Chiapas, i den sydöstra delen av landet, 600 km öster om huvudstaden Mexico City. Salina Cruz ligger 395 meter över havet och antalet invånare är 175.
Terrängen runt Salina Cruz är huvudsakligen kuperad, men den allra närmaste omgivningen är platt. Runt Salina Cruz är det ganska glesbefolkat, med 40 invånare per kvadratkilometer. Närmaste större samhälle är Raudales Malpaso, 17,5 km nordost om Salina Cruz. I omgivningarna runt Salina Cruz växer huvudsakligen savannskog.